# Liste der Baudenkmale in Bad Lauterberg im Harz
In der Liste der Baudenkmale in Bad Lauterberg sind die Baudenkmale der niedersächsischen Gemeinde Bad Lauterberg im Harz und ihrer Ortsteile enthalten. Der Stand der Liste ist der 5. Mai 2020. Die Quelle der Baudenkmale ist der Denkmalatlas Niedersachsen.

## Allgemein
In den Spalten befinden sich folgende Informationen:
- Lage: die Adresse des Baudenkmales und die geographischen Koordinaten. Kartenansicht, um Koordinaten zu setzen. In der Kartenansicht sind Baudenkmale ohne Koordinaten mit einem roten Marker dargestellt und können in der Karte gesetzt werden. Baudenkmale ohne Bild sind mit einem blauen Marker gekennzeichnet, Baudenkmale mit Bild mit einem grünen Marker.
- Bezeichnung: Bezeichnung des Baudenkmales
- Beschreibung: die Beschreibung des Baudenkmales. Unter § 3 Abs. 2 NDSchG werden Einzeldenkmale und unter § 3 Abs. 3 NDSchG Gruppen baulicher Anlagen und deren Bestandteile ausgewiesen.
- ID: die Objekt-ID des Baudenkmales
- Bild: ein Bild des Baudenkmales, ggf. zusätzlich mit einem Link zu weiteren Fotos des Baudenkmals im Medienarchiv Wikimedia Commons. Wenn man auf das Kamerasymbol klickt, können Fotos zu Baudenkmalen aus dieser Liste hochgeladen werden:

## Liste der Baudenkmale

### Bad Lauterberg im Harz
| Lage                                                                              | Bezeichnung                                        | Beschreibung | ID       | Bild           |
| --------------------------------------------------------------------------------- | -------------------------------------------------- | --- | -------- | -------------- |
| Ahnstraße 20 51° 37′ 55″ N, 10° 28′ 30″ O                                         | Schule                                             | Ehemaliges Schulgebäude, danach Stadthaus und Sitz des DRK Bad Lauterberg | 34127646 | Weitere Bilder |
| Ahnstraße 25 51° 37′ 57″ N, 10° 28′ 34″ O                                         | Villa                                              | | 34127698 |                |
| Am Scholben 51° 37′ 44″ N, 10° 28′ 34″ O                                          | Ritscher-Denkmal                                   | Denkmal für Ernst Ritscher. | 34127746 | Weitere Bilder |
| Brunepromenade 12 51° 37′ 39″ N, 10° 28′ 15″ O                                    | Brunepromenade 12 (Baudenkmal-Gruppe)              | Baudenkmal-Gruppe mit Villa, Nebengebäude und Park. | 34117482 | BW             |
| Brunepromenade 12 51° 37′ 40″ N, 10° 28′ 15″ O                                    | Villa                                              | Einzeldenkmal der Baudenkmal-Gruppe Brunepromenade 12 (ID 34117482) | 34127842 | BW             |
| Brunepromenade 12 51° 37′ 39″ N, 10° 28′ 15″ O                                    | Nebengebäude                                       | Einzeldenkmal der Baudenkmal-Gruppe Brunepromenade 12 (ID 34117482) | 34127866 | BW             |
| Brunepromenade 12 51° 37′ 40″ N, 10° 28′ 14″ O                                    | Park                                               | Einzeldenkmal der Baudenkmal-Gruppe Brunepromenade 12 (ID 34117482) | 34127887 | BW             |
| Erikastraße 1-8, Oderpromenade 1-4, Wißmannstraße 30 51° 37′ 42″ N, 10° 28′ 12″ O | Oderpromenade/Erikastraße (Baudenkmal-Gruppe)      | | 34117618 |                |
| Erikastraße 1 51° 37′ 44″ N, 10° 28′ 9″ O                                         | Villa                                              | Einzeldenkmal der Baudenkmal-Gruppe Oderpromenade/Erikastraße (ID 34117618) | 34127908 |                |
| Erikastraße 2 51° 37′ 44″ N, 10° 28′ 7″ O                                         | Villa                                              | Einzeldenkmal der Baudenkmal-Gruppe Oderpromenade/Erikastraße (ID 34117618) | 34127932 |                |
| Erikastraße 4 51° 37′ 44″ N, 10° 28′ 8″ O                                         | Villa                                              | Einzeldenkmal der Baudenkmal-Gruppe Oderpromenade/Erikastraße (ID 34117618) | 34127956 |                |
| Erikastraße 6 51° 37′ 44″ N, 10° 28′ 9″ O                                         | Villa                                              | Einzeldenkmal der Baudenkmal-Gruppe Oderpromenade/Erikastraße (ID 34117618) | 34127980 |                |
| Erikastraße 8 51° 37′ 43″ N, 10° 28′ 10″ O                                        | Villa                                              | Einzeldenkmal der Baudenkmal-Gruppe Oderpromenade/Erikastraße (ID 34117618) | 34128004 |                |
| Oderpromenade 1 51° 37′ 40″ N, 10° 28′ 7″ O                                       | Villa                                              | Einzeldenkmal der Baudenkmal-Gruppe Oderpromenade/Erikastraße (ID 34117618) | 34129709 |                |
| Oderpromenade 2 51° 37′ 40″ N, 10° 28′ 7″ O                                       | Villa                                              | Einzeldenkmal der Baudenkmal-Gruppe Oderpromenade/Erikastraße (ID 34117618) | 34129736 |                |
| Oderpromenade 3 51° 37′ 41″ N, 10° 28′ 9″ O                                       | Villa                                              | Einzeldenkmal der Baudenkmal-Gruppe Oderpromenade/Erikastraße (ID 34117618) | 34129782 |                |
| Oderpromenade 4 51° 37′ 42″ N, 10° 28′ 9″ O                                       | Villa                                              | Einzeldenkmal der Baudenkmal-Gruppe Oderpromenade/Erikastraße (ID 34117618) | 34129808 |                |
| Wißmannstraße 30 51° 37′ 44″ N, 10° 28′ 6″ O                                      | Villa                                              | Einzeldenkmal der Baudenkmal-Gruppe Oderpromenade/Erikastraße (ID 34117618) | 41740328 |                |
| Friedhofsweg 3 51° 37′ 10″ N, 10° 28′ 11″ O                                       | Friedhofskapelle                                   | | 34128028 |                |
| Hauptstraße 168, 170, 172 51° 37′ 54″ N, 10° 28′ 16″ O                            | Hauptstraße 168, 170, 172 (Baudenkmal-Gruppe)      | | 34117533 |                |
| Hauptstraße 168 51° 37′ 54″ N, 10° 28′ 15″ O                                      | Wohnhaus                                           | Einzeldenkmal der Baudenkmal-Gruppe Hauptstraße 168, 170, 172 (ID 34117533) | 34128221 |                |
| Hauptstraße 170 51° 37′ 55″ N, 10° 28′ 16″ O                                      | Wohnhaus                                           | Einzeldenkmal der Baudenkmal-Gruppe Hauptstraße 168, 170, 172 (ID 34117533) | 34128246 |                |
| Hauptstraße 172 51° 37′ 55″ N, 10° 28′ 17″ O                                      | Wohnhaus                                           | Einzeldenkmal der Baudenkmal-Gruppe Hauptstraße 168, 170, 172 (ID 34117533) | 34128270 |                |
| Hauptstraße 177–179 51° 37′ 58″ N, 10° 28′ 20″ O                                  | Hauptstraße 177–179 (Baudenkmal-Gruppe)            | | 34117923 |                |
| Hauptstraße 177 51° 37′ 58″ N, 10° 28′ 20″ O                                      | Wohnhaus                                           | Einzeldenkmal der Baudenkmal-Gruppe Hauptstraße 177–179 (ID 34117923) | 34128295 |                |
| Hauptstraße 179 51° 37′ 58″ N, 10° 28′ 20″ O                                      | Wohnhaus                                           | Einzeldenkmal der Baudenkmal-Gruppe Hauptstraße 177–179 (ID 34117923) | 34128319 |                |
| Hauptstraße 189 51° 37′ 59″ N, 10° 28′ 23″ O                                      | Wohnhaus                                           | | 34128343 |                |
| Hauptstraße 190 51° 37′ 56″ N, 10° 28′ 21″ O                                      | Mühle                                              | Alte Stadtmühle | 34128367 | Weitere Bilder |
| Hauptstraße 204, 206 51° 37′ 58″ N, 10° 28′ 27″ O                                 | Hauptstraße 204, 206 (Baudenkmal-Gruppe)           | | 34117752 |                |
| Hauptstraße 200 51° 37′ 58″ N, 10° 28′ 25″ O                                      | Wohn-/Wirtschaftsgebäude                           | Einzeldenkmal der Baudenkmal-Gruppe Hauptstraße 204, 206 (ID 34117752) | 34128461 |                |
| Hauptstraße 204 51° 37′ 59″ N, 10° 28′ 26″ O                                      | Wohnhaus                                           | Einzeldenkmal der Baudenkmal-Gruppe Hauptstraße 204, 206 (ID 34117752) | 34128532 |                |
| Hauptstraße 206 51° 37′ 59″ N, 10° 28′ 27″ O                                      | Wohnhaus                                           | Einzeldenkmal der Baudenkmal-Gruppe Hauptstraße 204, 206 (ID 34117752) | 34128556 |                |
| Hauptstraße 208, 210, 212, 214 51° 37′ 59″ N, 10° 28′ 29″ O                       | Hauptstraße 208, 210, 212, 214 (Baudenkmal-Gruppe) | | 34117735 |                |
| Hauptstraße 208 51° 37′ 59″ N, 10° 28′ 28″ O                                      | Wohnhaus                                           | Einzeldenkmal der Baudenkmal-Gruppe Hauptstraße 208, 210, 212, 214 (ID 34117735) | 34128580 |                |
| Hauptstraße 210 51° 37′ 59″ N, 10° 28′ 29″ O                                      | Wohnhaus                                           | Einzeldenkmal der Baudenkmal-Gruppe Hauptstraße 208, 210, 212, 214 (ID 34117735) | 34128604 |                |
| Hauptstraße 212 51° 37′ 59″ N, 10° 28′ 29″ O                                      | Wohnhaus                                           | Einzeldenkmal der Baudenkmal-Gruppe Hauptstraße 208, 210, 212, 214 (ID 34117735) | 34128628 |                |
| Hauptstraße 213 51° 38′ 0″ N, 10° 28′ 30″ O                                       | Wohnhaus                                           | | 34128652 |                |
| Hauptstraße 214 51° 37′ 59″ N, 10° 28′ 30″ O                                      | Wohnhaus                                           | Einzeldenkmal der Baudenkmal-Gruppe Hauptstraße 208, 210, 212, 214 (ID 34117735) | 34128676 |                |
| Hauptstraße 219, 221 51° 38′ 1″ N, 10° 28′ 32″ O                                  | Hauptstr. 219, 221 (Baudenkmal-Gruppe)             | | 34117889 |                |
| Hauptstraße 219 51° 38′ 1″ N, 10° 28′ 32″ O                                       | Wohnhaus                                           | Einzeldenkmal der Baudenkmal-Gruppe Hauptstraße 219, 221 (ID 34117889) | 34128700 |                |
| Hauptstraße 221 51° 38′ 1″ N, 10° 28′ 32″ O                                       | Wohnhaus                                           | Einzeldenkmal der Baudenkmal-Gruppe Hauptstraße 219, 221 (ID 34117889) | 34128751 |                |
| Hauptstraße 220, 222 51° 38′ 0″ N, 10° 28′ 31″ O                                  | Hauptstraße 220, 222 (Baudenkmal-Gruppe)           | | 34117718 |                |
| Hauptstraße 220 51° 38′ 0″ N, 10° 28′ 31″ O                                       | Wohnhaus                                           | Einzeldenkmal der Baudenkmal-Gruppe Hauptstraße 220, 222 (ID 34117718) | 34128724 |                |
| Hauptstraße 222 51° 38′ 0″ N, 10° 28′ 32″ O                                       | Wohnhaus                                           | Einzeldenkmal der Baudenkmal-Gruppe Hauptstraße 220, 222 (ID 34117718) | 34128775 |                |
| Hauptstraße 236 51° 38′ 1″ N, 10° 28′ 36″ O                                       | Wohnhaus                                           | | 34128868 |                |
| Hauptstraße 242, 244, 246, 248 51° 38′ 1″ N, 10° 28′ 39″ O                        | Hauptstr. 242, 244, 246, 248 (Baudenkmal-Gruppe)   | | 34117684 |                |
| Hauptstraße 242 51° 38′ 1″ N, 10° 28′ 38″ O                                       | Wohn-/Wirtschaftsgebäude                           | Einzeldenkmal der Baudenkmal-Gruppe Hauptstraße 242, 244, 246, 248 (ID 34117718) | 34128893 |                |
| Hauptstraße 244 51° 38′ 2″ N, 10° 28′ 39″ O                                       | Wohnhaus                                           | Einzeldenkmal der Baudenkmal-Gruppe Hauptstraße 242, 244, 246, 248 (ID 34117718) | 34128923 |                |
| Hauptstraße 244 a 51° 38′ 2″ N, 10° 28′ 40″ O                                     | Wohnhaus                                           | Einzeldenkmal der Baudenkmal-Gruppe Hauptstraße 242, 244, 246, 248 (ID 34117718) | 34128947 |                |
| Hauptstraße 246 51° 38′ 2″ N, 10° 28′ 40″ O                                       | Wohn-/Wirtschaftsgebäude                           | Einzeldenkmal der Baudenkmal-Gruppe Hauptstraße 242, 244, 246, 248 (ID 34117718) | 34128972 |                |
| Hauptstraße 248 51° 38′ 2″ N, 10° 28′ 41″ O                                       | Wohnhaus                                           | Einzeldenkmal der Baudenkmal-Gruppe Hauptstraße 242, 244, 246, 248 (ID 34117718) | 34128996 |                |
| Hauptstraße 269 51° 38′ 4″ N, 10° 28′ 55″ O                                       | Wohnhaus                                           | | 34129020 |                |
| Heikenbergstraße 1 51° 37′ 36″ N, 10° 27′ 35″ O                                   | Villa                                              | | 34129044 |                |
| Hüttenstraße 51° 37′ 15″ N, 10° 27′ 38″ O                                         | Königshütte (Baudenkmal-Gruppe)                    | Die Königshütte ist eine ehemalige Hochofenanlage, Gießerei und Drahtzieherei aus der Zeit des frühen 19. Jahrhunderts.                                                                | 34117836 | Weitere Bilder |
| Hüttenstraße 51° 37′ 15″ N, 10° 27′ 41″ O                                         | Königshütte: Fabrikgebäude                         | Einzeldenkmal der Baudenkmal-Gruppe Königshütte (ID 34117836) | 34129221 |                |
| Hüttenstraße 51° 37′ 14″ N, 10° 27′ 40″ O                                         | Königshütte: Formhaus                              | Einzeldenkmal der Baudenkmal-Gruppe Königshütte (ID 34117836), Industriehalle | 34129194 |                |
| Hüttenstraße 51° 37′ 14″ N, 10° 27′ 37″ O                                         | Königshütte: Brunnen                               | Einzeldenkmal der Baudenkmal-Gruppe Königshütte (ID 34117836), 1889 in der Königshütte aus Gusseisen gefertigt                                                                         | 34129094 |                |
| Hüttenstraße 51° 37′ 16″ N, 10° 27′ 38″ O                                         | Königshütte: Hüttenschänke                         | Einzeldenkmal der Baudenkmal-Gruppe Königshütte (ID 34117836) | 34129119 |                |
| Hüttenstraße 51° 37′ 15″ N, 10° 27′ 36″ O                                         | Königshütte: Betriebsgebäude                       | Einzeldenkmal der Baudenkmal-Gruppe Königshütte (ID 34117836), Maschinenfabrik | 34129144 |                |
| Hüttenstraße 51° 37′ 14″ N, 10° 27′ 35″ O                                         | Königshütte: Eisenmagazin                          | Einzeldenkmal der Baudenkmal-Gruppe Königshütte (ID 34117836), Lagergebäude | 34129069 |                |
| Hüttenstraße 51° 37′ 13″ N, 10° 27′ 35″ O                                         | Königshütte: Verwaltungsgebäude                    | Einzeldenkmal der Baudenkmal-Gruppe Königshütte (ID 34117836) | 34129169 |                |
| Kirchberg 13 51° 37′ 36″ N, 10° 28′ 12″ O                                         | Villa                                              | | 34129246 |                |
| Kirchstraße 1 51° 37′ 47″ N, 10° 28′ 0″ O                                         | Kirchhof Lauterberg (Baudenkmal-Gruppe)            | Kirchhof mit Pfarrhaus und St.-Andreas-Kirche | 34117551 |                |
| Kirchstraße 1 51° 37′ 47″ N, 10° 28′ 0″ O                                         | Kirche St. Andreas                                 | Einzeldenkmal der Baudenkmal-Gruppe Kirchhof Lauterberg (ID 34117551) | 34129319 | Weitere Bilder |
| Kirchstraße 1 51° 37′ 48″ N, 10° 28′ 0″ O                                         | Pfarrhaus                                          | Einzeldenkmal der Baudenkmal-Gruppe Kirchhof Lauterberg (ID 34117551) | 34129346 |                |
| Königshütte 2 51° 37′ 11″ N, 10° 27′ 32″ O                                        | Wassermühle Königshütte (Baudenkmal-Gruppe)        | Häusergruppe mit Wohnhäusern und Wassermühle | 34117854 | Weitere Bilder |
| Königshütte 2 51° 37′ 12″ N, 10° 27′ 34″ O                                        | Wassermühle Königshütte: Wohnhaus                  | Einzeldenkmal der Baudenkmal-Gruppe Wassermühle Königshütte (ID 34117854) | 34129370 |                |
| Königshütte 3 51° 37′ 11″ N, 10° 27′ 33″ O                                        | Wassermühle Königshütte: Wohnhaus                  | Einzeldenkmal der Baudenkmal-Gruppe Wassermühle Königshütte (ID 34117854) Das Gebäude wurde im Jahr 2006 wegen Baufälligkeit abgerissen.                                               | 34129418 |                |
| Königshütte 4 51° 37′ 11″ N, 10° 27′ 32″ O                                        | Wassermühle Königshütte: Backhaus                  | Einzeldenkmal der Baudenkmal-Gruppe Wassermühle Königshütte (ID 34117854), heute Eisenhüttenmuseum                                                                                     | 34129442 |                |
| Königshütte 2 51° 37′ 10″ N, 10° 27′ 30″ O                                        | Wassermühle Königshütte: Herrenmühle               | Einzeldenkmal der Baudenkmal-Gruppe Wassermühle Königshütte (ID 34117854) Wassermühle, gespeist vom Kraftwerksgraben, der aus dem Kurpark kommend hinter der Mühle in die Oder mündet. | 34129394 |                |
| Kurpark 51° 37′ 43″ N, 10° 28′ 16″ O                                              | Scholmwehr                                         | Wehr an der Oder zur Wasserversorgung des Kunstgrabens für die Königshütte | 34129517 | Weitere Bilder |
| Kurpark 51° 37′ 18″ N, 10° 27′ 45″ O                                              | Kraftwerksgraben                                   | Künstlicher Wassergraben, der am Scholmwehr von der Oder abzweigt und zur Königshütte und danach deren Wassermühle fließt, bevor er wieder in die Oder mündet.                         | 45687418 | Weitere Bilder |
| Kurpark 51° 37′ 43″ N, 10° 28′ 19″ O                                              | Denkmal                                            | Denkmal für Hermann von Wissmann. | 34127602 | Weitere Bilder |
| Lutherplatz 51° 37′ 50″ N, 10° 28′ 16″ O                                          | Kriegerdenkmal                                     | | 34129546 | Weitere Bilder |
| Postplatz 4 51° 37′ 52″ N, 10° 28′ 16″ O                                          | Wohnhaus                                           | | 34129855 |                |
| Ritscherstraße 6-8 51° 37′ 47″ N, 10° 28′ 12″ O                                   | Rathaus                                            | | 34129971 | Weitere Bilder |
| Ritscherstraße 13 51° 37′ 52″ N, 10° 28′ 4″ O                                     | Wohnhaus (Museum)                                  | Heimatmuseum im Erdgeschoss, Stadtarchiv im Obergeschoss | 34130040 | Weitere Bilder |
| Schanzenstraße 2 51° 37′ 40″ N, 10° 27′ 51″ O                                     | Schanzenstraße 2 (Baudenkmal-Gruppe)               | Baudenkmal-Gruppe mit Wohnhaus und Nebengebäude | 34117636 |                |
| Schanzenstraße 2 51° 37′ 41″ N, 10° 27′ 51″ O                                     | Wohnhaus                                           | Einzeldenkmal der Baudenkmal-Gruppe Schanzenstraße 2 (ID 34117636) | 34130065 |                |
| Schanzenstraße 2/4 51° 37′ 40″ N, 10° 27′ 51″ O                                   | Nebengebäude (ehemalige Tischlerwerkstatt)         | Einzeldenkmal der Baudenkmal-Gruppe Schanzenstraße 2 (ID 34117636) | 34130089 |                |
| Schanzenstraße 10 51° 37′ 38″ N, 10° 27′ 54″ O                                    | Wohnhaus                                           | | 34130114 |                |
| Schulstraße 20/22 51° 37′ 51″ N, 10° 28′ 1″ O                                     | Doppelhaus                                         | | 34130230 |                |
| Schulstraße 26/28 51° 37′ 52″ N, 10° 28′ 1″ O                                     | Schulstr. 26, 28 (Baudenkmal-Gruppe)               | | 34117906 |                |
| Schulstraße 26 51° 37′ 52″ N, 10° 28′ 1″ O                                        | Wohnhaus                                           | Einzeldenkmal der Baudenkmal-Gruppe Schulstr. 26, 28 (ID 34117906) | 34130259 |                |
| Schulstraße 28 51° 37′ 52″ N, 10° 28′ 1″ O                                        | Wohnhaus                                           | Einzeldenkmal der Baudenkmal-Gruppe Schulstr. 26, 28 (ID 34117906) | 34130314 |                |
| Schulstraße 32 51° 37′ 53″ N, 10° 28′ 2″ O                                        | Wohnteil                                           | Wohnteil der Wohn-/Wirtschaftsgebäude | 34130340 |                |
| Schulstraße 45, 47, 49, 51 51° 37′ 54″ N, 10° 28′ 3″ O                            | Schulstr. 45, 47, 49, 51 (Baudenkmal-Gruppe)       | | 34117585 |                |
| Schulstraße 45 51° 37′ 54″ N, 10° 28′ 2″ O                                        | Wohnhaus                                           | Einzeldenkmal der Baudenkmal-Gruppe Schulstr. 45, 47, 49, 51 (ID 34117585) | 34130365 |                |
| Schulstraße 49 51° 37′ 54″ N, 10° 28′ 3″ O                                        | Wohnhaus                                           | Einzeldenkmal der Baudenkmal-Gruppe Schulstr. 45, 47, 49, 51 (ID 34117585) | 34130416 |                |
| Schulstraße 51 51° 37′ 55″ N, 10° 28′ 3″ O                                        | Wohnhaus                                           | Einzeldenkmal der Baudenkmal-Gruppe Schulstr. 45, 47, 49, 51 (ID 34117585) | 34130446 |                |
| Schulstraße 56 51° 37′ 56″ N, 10° 28′ 10″ O                                       | Wohnhaus                                           | | 34130494 |                |
| Schulstraße 57 51° 37′ 55″ N, 10° 28′ 4″ O                                        | Wohnhaus                                           | | 34130518 |                |
| Schulstraße 59, 61, 63, 65, 67 51° 37′ 56″ N, 10° 28′ 6″ O                        | Schulstr. 59, 61, 63, 65, 67 (Baudenkmal-Gruppe)   | | 34117568 |                |
| Schulstraße 59 51° 37′ 55″ N, 10° 28′ 5″ O                                        | Wohnhaus                                           | Einzeldenkmal der Baudenkmal-Gruppe Schulstr. 59, 61, 63, 65, 67 (ID 34117568) | 34130539 |                |
| Schulstraße 61, 61A, B, C 51° 37′ 56″ N, 10° 28′ 6″ O                             | Alte Schule                                        | Einzeldenkmal der Baudenkmal-Gruppe Schulstr. 59, 61, 63, 65, 67 (ID 34117568) Wohnhaus                                                                                                | 34130563 |                |
| Schulstraße 62 51° 37′ 56″ N, 10° 28′ 12″ O                                       | Doppelhaushälfte Wohnhaus                          | | 34130588 |                |
| Schulstraße 63 51° 37′ 56″ N, 10° 28′ 7″ O                                        | Wohnhaus                                           | Einzeldenkmal der Baudenkmal-Gruppe Schulstr. 59, 61, 63, 65, 67 (ID 34117568) | 34130643 |                |
| Schulstraße 65 51° 37′ 56″ N, 10° 28′ 8″ O                                        | Wohnhaus                                           | Einzeldenkmal der Baudenkmal-Gruppe Schulstr. 59, 61, 63, 65, 67 (ID 34117568) | 34130667 |                |
| Wiesenbek 51° 37′ 7″ N, 10° 29′ 25″ O                                             | Wiesenbeker Teich                                  | Bestandteil des Oberharzer Wasserregals, Bestandteil des UNESCO-Welterbes Bergwerk Rammelsberg, Altstadt von Goslar und Oberharzer Wasserwirtschaft                                    | 41369651 | Weitere Bilder |
| Wißmannstraße 51° 37′ 39″ N, 10° 28′ 1″ O                                         | Wißmannstraße (Baudenkmal-Gruppe)                  | | 34117652 |                |
| Wißmannstraße 14 51° 37′ 39″ N, 10° 28′ 1″ O                                      | Wohnhaus                                           | Einzeldenkmal der Baudenkmal-Gruppe Wißmannstraße (ID 34117652) | 34130763 |                |
| Wißmannstraße 23 51° 37′ 42″ N, 10° 28′ 2″ O                                      | Wohn-/Wirtschaftsgebäude                           | | 34130788 |                |
| Wißmannstraße 28 51° 37′ 43″ N, 10° 28′ 5″ O                                      | Wohnhaus                                           | | 40955328 |                |
| Zollweg 3/4 51° 37′ 27″ N, 10° 27′ 28″ O                                          | Bahnhof Bad Lauterberg (Baudenkmal-Gruppe)         | | 34117432 | Weitere Bilder |
| Zollweg 3/4 51° 37′ 28″ N, 10° 27′ 28″ O                                          | Bahnhof Bad Lauterberg: Empfangsgebäude            | | 38708060 |                |
| Zollweg 4 51° 37′ 27″ N, 10° 27′ 26″ O                                            | Bahnhof Bad Lauterberg: Nebengebäude               | | 38708147 |                |

### Barbis
| Lage                                                         | Bezeichnung                             | Beschreibung                                                                        | ID       | Bild           |
| ------------------------------------------------------------ | --------------------------------------- | ----------------------------------------------------------------------------------- | -------- | -------------- |
| Am Röhlberg 51° 36′ 29″ N, 10° 26′ 6″ O                      | Kriegerdenkmal                          | Ehrenmal für die Opfer beider Weltkriege                                            | 40954571 | Weitere Bilder |
| Bahnposten 51° 36′ 39″ N, 10° 26′ 39″ O                      | Eisenbahnbrücke bei Dreymanns Mühle     | Brücke der Bahnstrecke Northeim–Nordhausen                                          | 39415689 | Weitere Bilder |
| Barbiser Straße 78 51° 36′ 48″ N, 10° 25′ 21″ O              | Ev.-luth. Kirche St. Petri              |                                                                                     | 40954871 | Weitere Bilder |
| Barbiser Straße 82 51° 36′ 47″ N, 10° 25′ 24″ O              | Wohnhaus                                |                                                                                     | 40954914 |                |
| Barbiser Straße 83 51° 36′ 53″ N, 10° 25′ 13″ O              | Wohn-/Wirtschaftsgebäude                |                                                                                     | 40955023 |                |
| Barbiser Straße 90 51° 36′ 46″ N, 10° 25′ 26″ O              | Wohnhaus                                |                                                                                     | 40954825 |                |
| Barbiser Straße 103 51° 36′ 49″ N, 10° 25′ 24″ O             | Wohn-/Wirtschaftsgebäude                |                                                                                     | 40954801 |                |
| Barbiser Straße 128/130 51° 36′ 36″ N, 10° 25′ 45″ O         | Barbiser Straße (I) (Baudenkmal-Gruppe) |                                                                                     | 34117317 |                |
| Barbiser Straße/Am Mühlengraben 51° 36′ 43″ N, 10° 25′ 35″ O | Lindenstein                             | Kreuzstein                                                                          | 40954694 | Weitere Bilder |
| Bühberg 51° 36′ 51″ N, 10° 24′ 0″ O                          | Bühberg-Warte                           | Teil der Hohnsteiner Landwehr                                                       | 28943735 |                |
| Domänenweg/Schützenstraße 3-4 51° 37′ 20″ N, 10° 24′ 43″ O   | Domäne Neuhof (Baudenkmal-Gruppe)       |                                                                                     | 34117416 | Weitere Bilder |
| Schützenstraße 4 51° 37′ 21″ N, 10° 24′ 46″ O                | Domäne Neuhof: Wirtschaftsgebäude       | Einzeldenkmal der Baudenkmal-Gruppe Domäne Neuhof (ID 34117416)                     | 40955175 |                |
| Schützenstraße 3 51° 37′ 20″ N, 10° 24′ 45″ O                | Domäne Neuhof: Scheune I                | Einzeldenkmal der Baudenkmal-Gruppe Domäne Neuhof (ID 34117416), Wirtschaftsgebäude | 40955127 |                |
| Domänenweg 51° 37′ 19″ N, 10° 24′ 41″ O                      | Domäne Neuhof: Scheune II               | Einzeldenkmal der Baudenkmal-Gruppe Domäne Neuhof (ID 34117416), Wirtschaftsgebäude | 40955151 |                |
| Schlossbergweg 51° 37′ 44″ N, 10° 24′ 32″ O                  | Ruine Scharzfels                        |                                                                                     | 39415667 | Weitere Bilder |

### Bartolfelde
| Lage                                                | Bezeichnung                             | Beschreibung | ID       | Bild           |
| --------------------------------------------------- | --------------------------------------- | --- | -------- | -------------- |
| Bartolfelder Straße 15 51° 35′ 52″ N, 10° 27′ 32″ O | Wohn-/Wirtschaftsgebäude                | | 39476699 |                |
| Bartolfelder Straße 31 51° 35′ 45″ N, 10° 27′ 34″ O | Wohn-/Wirtschaftsgebäude                | | 40955392 |                |
| Herrenstraße 9 51° 35′ 47″ N, 10° 27′ 30″ O         | Bartholdikirche                         | | 40955480 | Weitere Bilder |
| Vorwerk 51° 35′ 55″ N, 10° 27′ 26″ O                | Vorwerk Bartolfelde (Baudenkmal-Gruppe) | Häuser und Wirtschaftsgebäude des Vorwerks, Vorwerk 1, Bartolfelder Straße 6 und 13, Blumenberg 2, Winkeltalstraße 1 | 34117819 | Weitere Bilder |

### Osterhagen
| Lage                                             | Bezeichnung       | Beschreibung                                                           | ID       | Bild           |
| ------------------------------------------------ | ----------------- | ---------------------------------------------------------------------- | -------- | -------------- |
| Am Dorfbrunnen 4 51° 35′ 28″ N, 10° 28′ 56″ O    | Kirche St. Martin | evangelisch-lutherische Kirche St. Martin in Bad Lauterberg-Osterhagen | 40955261 | Weitere Bilder |
| Osterhagener Straße 51° 35′ 31″ N, 10° 28′ 49″ O | Kriegerdenkmal    | Denkmal für die Gefallenen des Ersten und Zweiten Weltkrieges.         | 40955285 | Weitere Bilder |